# Scolesa pseudoargyracantha
Scolesa pseudoargyracantha är en fjärilsart som beskrevs av Lauro Travassos 1957. Scolesa pseudoargyracantha ingår i släktet Scolesa och familjen påfågelsspinnare. Inga underarter finns listade.